# 8153 Gattacceca
8153 Gattacceca este o planetă minoră (asteroid), cu un diametru de 4,928 km, din centura de asteroizi. A fost descoperită pe 25 noiembrie 1986 la Observatorul Kleť de Antonín Mrkos și a fost numită după Jérôme Gattacceca⁠(d). 
Obiectul prezintă o orbită caracterizată de o semiaxă mare de 2,3964825 UAi, o excentricitate de 0,22, o înclinație de 2,34349 ° în raport cu ecliptica.